# Communauté de communes du Valdonnez
La communauté de communes du Valdonnez est une ancienne communauté de communes française, située dans le département de la Lozère et la région Occitanie.

## Historique
Elle est créée le 25 septembre 2000.
Le schéma départemental de coopération intercommunale, arrêté par le préfet de la Lozère le 29 mars 2016, prévoit la fusion d'une partie de la communauté de communes du Valdonnez (Balsièges et Saint-Bauzile) avec la communauté de communes Cœur de Lozère et la fusion de l'autre partie (Brenoux, Lanuéjols et Saint-Étienne-du-Valdonnez) avec les communautés de communes du Goulet-Mont Lozère et de Villefort, une partie de la communauté de communes du canton de Châteauneuf-de-Randon (Laubert et Montbel) ainsi que les communes gardoises de Concoules, Malons-et-Elze et Ponteils-et-Brésis à partir du 1er janvier 2017.
Le 1er janvier 2017, les communes de Balsièges et de Saint-Bauzile rejoignent la communauté de communes Cœur de Lozère. Les communes de Brenoux, Lanuéjols et Saint-Étienne-du-Valdonnez rejoignent la communauté de communes Mont-Lozère et la communauté de communes du Valdonnez est dissoute.

## Territoire communautaire

### Composition
Elle était composée des cinq communes suivantes  :
| Nom                        | Code Insee | Gentilé       | Superficie (km2) | Population (dernière pop. légale) | Densité (hab./km2) |
| -------------------------- | ---------- | ------------- | ---------------- | --------------------------------- | ------------------ |
| Saint-Bauzile (siège)      | 48137      | Bauziliens    | 29,33            | 652 (2014)                        | 22                 |
| Balsièges                  | 48016      | Balsiégeois   | 32,88            | 541 (2014)                        | 16                 |
| Brenoux                    | 48030      | Brenoussiens  | 11,25            | 374 (2014)                        | 33                 |
| Lanuéjols                  | 48081      | Lanuéjolois   | 32,67            | 311 (2014)                        | 9,5                |
| Saint-Étienne-du-Valdonnez | 48147      | Valdonneziens | 56,09            | 648 (2014)                        | 12                 |

### Démographie
| 2007  | 2011  | 2012  | 2013  |
| ----- | ----- | ----- | ----- |
| 2 294 | 2 485 | 2 510 | 2 528 |